# گویش خوئینی
گویش خوئینی (به تاتی: دی، دیه زوان) یکی از گویش‌های زبان تاتی از دستهٔ زبان‌های ایرانی شاخه شمال غربی است. این گویش در روستای خوئین در استان زنجان و پیرامون آن صحبت می‌شود ولی در دهه‌های اخیر بیشتر از پیش با زبان ترکی آذربایجانی جایگزین گردیده است. تاتی خوئینی جزء زبان‌های در خطر انقراض است. گویش خوئینی در میان گویش‌های تاتی، دارای ویژگی‌های خاصی می‌باشد.